# Izabela Sztangret
Izabela Barbara Sztangret (ur. 1971) – polska ekonomistka, dr hab. nauk ekonomicznych, adiunkt Katedry Zarządzania Marketingowego i Turystyki, Kolegium Zarządzania Uniwersytetu Ekonomicznego w Katowicach, profesor Katedry Przedsiębiorczości, Kolegium Zarządzania Uniwersytetu Ekonomicznego w Katowicach.

## Życiorys
W 1995 ukończyła studia zarządzania i marketingu w Akademii Ekonomicznej im. Karola Adamieckiego w Katowicach, 18 grudnia 2003 obroniła pracę doktorską Strategie promocji produktów komputerowych na rynku polskim (na tle rozwoju strategii marketingowych producentów krajowych), 23 marca 2017 habilitowała się na podstawie pracy zatytułowanej Monografia naukowa pt. Zarządzanie wiedzą marketingową w strukturach sieciowych sektora produktów informatycznych, Wyd. Uniwersytetu Ekonomicznego w Katowicach, Katowice 2016, str. 283, ISBN 978-83-7875-296-7. Została zatrudniona na stanowisku profesora w Katedrze Przedsiębiorczości, Kolegium Zarządzania Uniwersytetu Ekonomicznego w Katowicach, oraz adiunkta w Katedrze Zarządzania Marketingowego i Turystyki, Kolegium Zarządzania Uniwersytetu Ekonomicznego w Katowicach.
Była adiunktem w Katedrze Marketingu na Wydziale Zarządzania, Informatyki i Nauk Społecznych Wyższej Szkole Biznesu w Dąbrowie Górniczej i w Katedrze Ekonomii Wyższej Szkole Bankowości i Finansów w Katowicach.